# Massa di Somma
Massa di Somma là một đô thị ở tỉnh Napoli ở vùng Campania, nằm cách khoảng 10 km về phía đông của tỉnh lỵ Napoli. Tại thời điểm ngày 31 tháng 12 năm 2004, đô thị này có dân số 5.929 người và diện tích là 3,5 km².
Massa di Somma giáp các đô thị: Cercola, Ercolano, Pollena Trocchia, San Sebastiano al Vesuvio.